# Гленеј
Гленеј је у грчкој митологији било име више личности.

## Митологија
- Према Диодору, ово је друго име јунака Глена.[1]
- Према Нону, био је један од ламоских кентаура који се придружио Дионису на његовом походу на Индију.[1] Нон га је називао играчем[2], што иначе његово име и значи.[3]